# Sherab Zam
Sherab Zam, född 10 oktober 1983, är en bhutanesisk bågskytt som tävlade för Bhutan i olympiska sommarspelen 2012 i damernas individuella tävling i bågskytte. Hon var även landets flaggbärare vid spelen. Hon tränades av Tshering Chhoden, som deltog i OS 2000 och OS 2004. Zam, som innan tävlingen var rankad som 61 av 64, tog sig inte vidare från första omgången, där hon slogs ut av Khatuna Lorig från USA.